# Rob Schneider

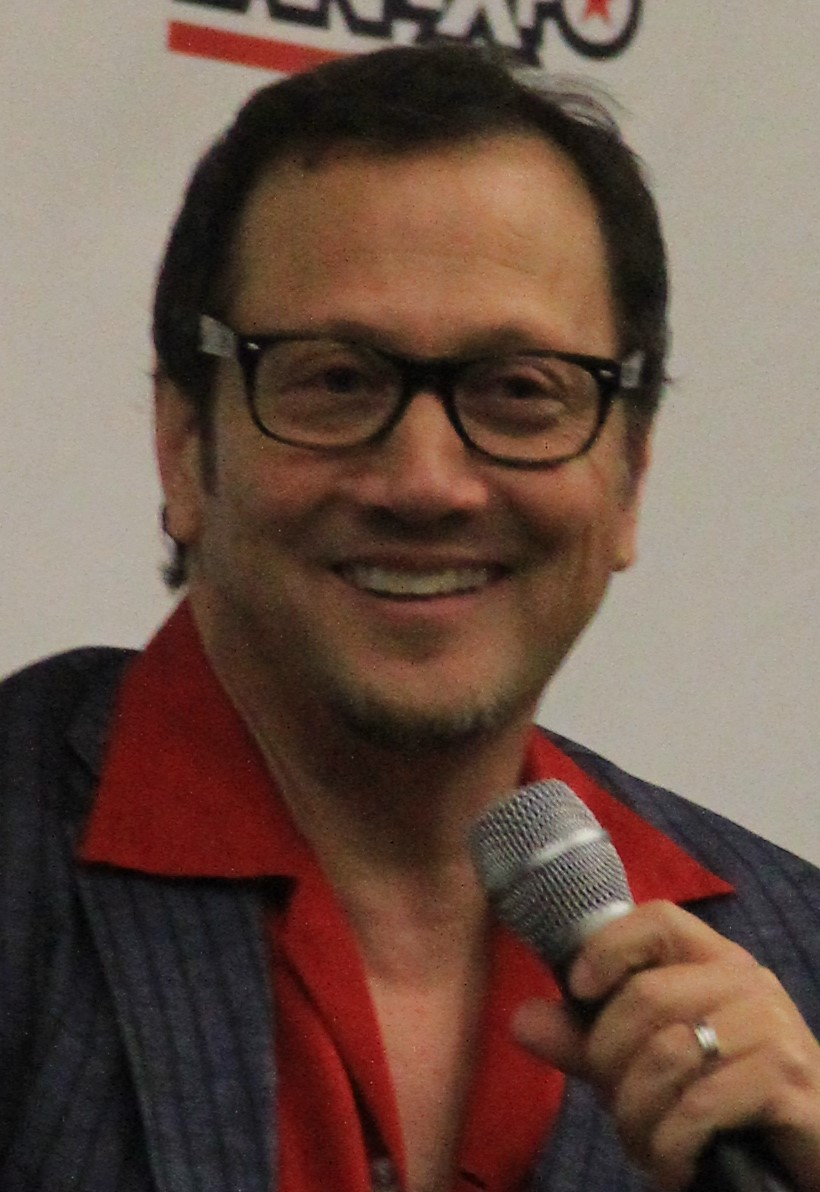
Rob Schneider (2016)

Rob Schneider, właśc. Robert Michael Schneider (ur. 31 października 1963 w San Francisco) – amerykański aktor, scenarzysta i producent filmowy.

## Życiorys

### Wczesne lata
Urodził się w San Francisco jako najmłodszy z piątki dzieci Pilar, przedszkolanki pochodzącej z Filipin i Marvina, pośrednika w obrocie nieruchomościami. Jego ojciec był z pochodzenia Żydem, a matka z kolei wychowała się w wierze katolickiej. W 1982 ukończył Terra Nova High School i następnie uczęszczał na San Francisco State University.
Już w wieku piętnastu lat zaczął pisać drobne utwory satyryczne. Jego inspiracją były wówczas głównie filmy grupy Monty Python, kreacje Richarda Pryora, Gene Wildera i Petera Sellersa. Po ukończeniu szkoły średniej Pacifica's Terra Nova High School Schneider wyjechał na sześć miesięcy do Europy. Po powrocie do USA zapragnął spróbować swoich sił w show-biznesie. Wkrótce występował w kilku klubach, otwierając występy gwiazd takich jak Jay Leno czy Jerry Seinfeld.

### Kariera
W 1988 roku przeprowadził się do Los Angeles, gdzie natychmiast zatrudnił agenta i menedżera, by znajdowali mu ciekawe oferty. Schneider zarabiał wówczas na życie poprzez pisanie dowcipów i skeczy dla kolegów po fachu z telewizji, nie opuszczał też castingów. W 1990 rozpoczął współpracę z programem HBO i wystąpił w „Wieczorze młodych komików”, a także w legendarnym Saturday Night Live. Zatrudniony jako scenarzysta, bardzo pragnął także stanąć po drugiej stronie kamery.
Po roli Richarda w niezwykle udanym serialu The Richmeister zagrał w kilku filmach fabularnych: Kevin sam w Nowym Jorku czy Człowiek demolka u boku Sylvestra Stallone’a. Dzięki przyjaźni z innym komikiem, Adamem Sandlerem, otrzymał rolę w Supertacie (1999) i w Małym Nikim (2000).
W 2004 roku zagrał również z Adamem Sandlerem w 50 pierwszych randkach.
Prywatnie jest kibicem meksykańskiego klubu piłkarskiego Tigres UANL.

## Filmografia
- 1990: Marsjanie do domu jako marsjanin podglądacz
- 1991: Trudne zwycięstwo jako Chuck Neiderman
- 1992: Kevin sam w Nowym Jorku jako Cedric, bagażowy w hotelu Plaza
- 1993: Surfujący ninja jako Iggy
- 1993: Człowiek demolka jako Erwin
- 1993: Bogate biedaki jako Woodrow Tyler
- 1995: Sędzia Dredd jako Fergie
- 1996: Nagi peryskop jako Marty Pascal
- 1998: Za ciosem jako Tommy Hendricks
- 1998: Kariera frajera jako Townie
- 1999: Boski żigolo jako Deuce Bigalow (także scenariusz)
- 1999: Super tata jako Nazo, dostawca
- 1999: Muppety z kosmosu jako Producent TV
- 2000: Mały Nicky jako Townie
- 2001: Zwierzak jako Marvin
- 2002: Gorąca laska jako Clive Maxtone (także scenariusz)
- 2002: Mr. Deeds – milioner z przypadku jako Nazo, dostawca
- 2004: 50 pierwszych randek jako Ula
- 2004: W 80 dni dookoła świata jako bezdomny mężczyzna
- 2005: Wykiwać klawisza jako Punky
- 2006: Deuce Bigalow: Boski żigolo w Europie jako Deuce Bigalow
- 2006: Grzanie ławy jako Gus Matthews
- 2006: Klik: I robisz, co chcesz jako książę Habibu
- 2007: Państwo młodzi: Chuck i Larry jako azjatycki minister
- 2008: Nie zadzieraj z fryzjerem jako Salim
- 2008: Wielki Stach jako Stan Minton
- 2008: Opowieści na dobranoc jako Wódz Biegnące Usta / Kieszonkowiec
- 2009: American Virgin jako Ed Curtzman
- 2010: Duże dzieci jako Rob Hilliard
- 2011: Nie można pocałować panny młodej jako Ernesto
- 2013: InAPPropriate Comedy jako J. D. / Psycholog
- 2015: The Ridiculous Six jako Ramon

## Nagrody
| Rok  | Nagroda      | Kategoria       | Film                                         |
| ---- | ------------ | --------------- | -------------------------------------------- |
| 2006 | Złota Malina | Najgorszy aktor | Deuce Bigalow: Boski żigolo w Europie (2005) |